# Fat Wreck Chords
Fat Wreck Chords (uitgesproken als Fat Records) is een onafhankelijk platenlabel gevestigd in San Francisco dat zich richt op punkmuziek in al zijn verschillende vormen. Het label werd in 1990 opgericht door Fat Mike, de zanger en bassist van de punkband NOFX, en zijn toenmalige vriendin, Erin Kelly-Burkett. Fat Wreck Chords is in de loop der jaren uitgegroeid tot een van de grootste punklabels in de VS. De eerste band die muziek via het label liet uitgeven was NOFX, de eerste band die een contract tekende was Lagwagon.
Enkele bands die platen hebben uitgebracht bij Fat Wreck Chords zijn Rise Against, Mad Caddies, Masked Intruder, Me First and the Gimme Gimmes, The Flatliners, No Use for a Name, Sick of It All, Snuff, Strung Out, Swingin' Utters en Avail.

## Bedrijfsvoering
Een enigszins ongebruikelijk kenmerk van het label is dat de bands een contract slechts voor één plaat krijgen. Dit zorgt ervoor dat bands zelf kunnen besluiten wanneer ze een album bij het label uit laten geven, en wanneer ze het label willen verlaten. In sommige gevallen hebben bands hun albums zowel bij Fat Wreck Chords als bij een ander label laten uitgeven: bijvoorbeeld de lp-versie van het album via Fat Wreck Chords, en de cd-versie via het andere label.
De band heeft twee sublabels, namelijk Honest Don's Records en Pink and Black Records. Honest Don's Records gaf muziek uit van verschillende poppunkbands of andere bands die qua muziek niet bij de stijl van Fat Wreck Chords pasten. Het sublabel stopte rond 2003. Pink and Black Records was voor korte tijd actief en stond onder leiding van Erin Kelly-Burkett. Dit sublabel had een feministische inborst en gaf muziek uit van uitsluitend bands met vrouwelijke zangers of een algehele vrouwelijke bezetting.
Fat Wreck Chords laat als onafhankelijk label op zijn officiële website weten geen lid te willen zijn van Recording Industry Association of America (RIAA). Het platenlabel heeft echter moeite met het opzeggen van het RIAA-lidmaatschap.
In juli 2025 hebben de oprichters de catalogus en masteropnames van het label verkocht aan indiepunklabel Hopeless Records. Hierbij laten zij de meer dan 100 artiesten schuldenvrij achter, door hun openstaande rekeningen te schrappen. Hopeless mag geen nieuwe artiesten tekenen op het label en het Fat Wreck handelsmerk blijft in handen van de oprichters.

## Politiek
Qua politiek kan het label als links-liberaal omschreven worden. Veel bands die bij Fat Wreck Chords spelen hebben deelgenomen aan de Punkvoter-campagne, die werd opgezet door Fat Mike met de bedoeling om de jeugd in de Verenigde Staten aan te moedigen om in de Amerikaanse presidentsverkiezingen van 2004 op John Kerry te stemmen, en dus tegen George W. Bush. Deze campagne resulteerde in de Rock Against Bush-serie.
Bands met (radicaal) linkse overtuigingen die platen bij het label hebben uitgegeven zijn onder andere Good Riddance, Leftöver Crack, Strike Anywhere, Against Me!, Anti-Flag en Propagandhi.

## Compilatiealbums en series

### Compilatiealbums
In 1994 was Fat Wreck Chords een van de eerste punklabels dat een goedkoop compilatiealbum met nummers van de bands op het label uitbracht. Het label begon een project getiteld Fat Music, een serie compilatiealbums dat nummers van (opkomende) bands en artiesten die bij het label spelen bevat. Dit idee kreeg snel navolging van andere labels, onder wie Epitaph. Bij de Fat Music-serie van Fat Wreck Chords heeft dit de volgende albums opgeleverd:
- Fat Music for Fat People (1994)
- Survival of the Fattest (1996)
- Physical Fatness (1997)
- Life in the Fat Lane (1999)
- Live Fat, Die Young (2001)
- Uncontrollable Fatulence (2002)
- Harder, Fatter + Louder! (2010)
- Going Nowhere Fat (2015)
- Mild in the Streets: Fat Music Unplugged (2016)

Sinds 2011 geeft Fat Wreck Chords ook speciale compilatiealbums uit, vaak vier nummers van verschillende bands die bij het label spelen op een flexidisc, tijdens festivals en evenementen, zoals The Fest of Groezrock. Deze platen dienen om nieuwe muziek op het label te promoten en zijn vaak limited edition.

### Fat Club
Fat Wreck Chords bracht naast de Fat Music en andere compilatiealbums ook de Fat Club-serie (een verwijzing naar Fight Club) uit, een reeks van twaalf 7-inch singles waarvan er een elke maand van maart 2001 tot februari 2002 werd uitgegeven. Er werden 1300 van elk afzonderlijk gedrukt. De serie was alleen beschikbaar voor abonnees die zich per e-mail hadden ingeschreven. Abonnees ontvingen een keer per maand een plaat, maar wisten nooit wanneer die zou komen, want het label liet met opzet geen informatie los over de aankomende uitgaves.
Later werden alle nummers uit deze serie heruitgegeven op de derde disc van het compilatiealbum Wrecktrospective (2009).

### Live in a Dive
Live in a Dive is een serie livealbums die oorspronkelijk tussen 2001 en 2005 is uitgebracht door Fat Wreck Chords. Op 3 augustus 2018, ruim 13 jaar na de laatste uitgave in 2005, werd er een nieuw album in de serie uitgegeven, getiteld Ribbed: Live in a Dive van NOFX. Dit was zowel het eerste album met een afwijkende titel, alsook het eerste album dat een live-versie was van een studioalbum (Ribbed, 1991). Er werd gesuggereerd dat er meer albums in de serie zouden worden uitgebracht. Een jaar later volgde inderdaad het volgende album in de serie.
| Titel                  | Band              | Uitgavedatum      |
| ---------------------- | ----------------- | ----------------- |
| Live in a Dive         | No Use for a Name | 11 september 2001 |
| Live in a Dive         | Bracket           | 26 februari 2002  |
| Live in a Dive         | Sick of It All    | 13 augustus 2002  |
| Live in a Dive         | Strung Out        | 22 juni 2003      |
| Live in a Dive         | Subhumans         | 10 februari 2004  |
| Live in a Dive         | Swingin' Utters   | 29 juni 2004      |
| Live in a Dive         | Lagwagon          | 8 februari 2005   |
| Ribbed: Live in a Dive | NOFX              | 3 augustus 2018   |
| Live in a Dive         | Face to Face      | 18 oktober 2019   |
| Live in a Dive         | Rich Kids on LSD  | 3 juni 2022       |